# Lily Aldridge
Lily Maud Aldridge (Santa Mónica, California, 15 de noviembre de 1985) es una supermodelo estadounidense, reconocida por formar parte de los «ángeles» de Victoria's Secret desde 2010 hasta 2018.
Ha sido imagen de campañas para BVLGARI, Carolina Herrera, Michael Kors, Ferragamo, Ralph Lauren, Jimmy Choo, Balmain y Levi's.

## Vida personal
Lily Aldridge nació en Santa Mónica (California) y creció en Los Ángeles. Tiene una hermana, Ruby; dos medio-hermanos, Miles y Franco; y una medio-hermana, Saffron. Su padre, Alan Aldridge, es un artista inglés considerado el padre de la ilustración del rock and roll y trabajó con The Beatles. Su madre es Laura Lyons, una ex Playboy Playmate. 
En 2010, se comprometió con el cantante Caleb Followill, de la banda Kings of Leon, a quien conoció en el Festival de Coachella de 2007[cita requerida] y quien se inspiró en ella para componer el tema «Sex on Fire». El 12 de mayo de 2011, se casaron en una ceremonia íntima en California. En diciembre de 2011, anunció que estaba embarazada de tres meses, dando a conocer que había desfilado embarazada en el show de Victoria's Secret de ese año. El 21 de junio de 2012, dio a luz a una niña llamada Dixie Pearl en Nashville (Tennessee). El 19 de agosto de 2018, anunció vía Instagram que estaba embarazada de su segundo hijo, razón por la que no estuvo presente en el Victoria's Secret Fashion Show 2018. El 29 de enero de 2019, dio a luz a un varón, Winston Roy Followill.
Además de ser modelo, ha ejercido como actriz. En su tiempo libre le gusta jugar al fútbol, asistir a conciertos de rock, ir a cenar con sus amigos y la familia, e ir a museos. Aunque le encanta viajar por todo el mundo, su ciudad favorita es Sídney (Australia). Vive en Nashville y pasa también gran parte de su tiempo en Nueva York, Los Ángeles y Europa para realizar campañas publicitarias.
En 2016, fue premiada con el World of Children Award en reconocimiento a su filantropía. Colabora con distintas campañas benéficas, generalmente enfocadas en los niños.

## Carrera
Desde niña, siempre soñó en convertirse en una modelo y fue descubierta en octavo curso (14 años) en un carnaval de la escuela. Con 17 años, Aldridge apareció en la portada de Vogue España, n.º 8 de 2003.
Lily Aldridge ha trabajado con muchos de los fotógrafos más reconocidos de la industria, incluyendo Mario Testino, Bruce Weber, Tom Munro, Regan Cameron, Walter Chin, Miles Aldridge y Cliff Watts. Aldridge ha aparecido también en la portada de Francés Glamour, Cosmopolitan, Galore, Harper's Bazaar, Lucky, Marie Claire, Vogue México, Elle Corea, Elle Brasil, Elle Vietnam, Tatler y Net-A-Porter, revista en línea de The Edit. También, ha realizado campañas publicitarias para Rocowear, Arden B, Smashbox Cosmetics y Charles David.
Actuó en los vídeos musicales «Use Somebody» y «Temple» del grupo Kings of Leon, junto con su pareja, Caleb Followill. Participó tamibién en el videoclip de «Bad Blood», de la cantante estadounidense Taylor Swift.
Tras aparecer en la campaña publicitaria de la primavera de 2011 para la firma de ropa de Rag & Bone, hizo de fotógrafa para la misma campaña en la temporada siguiente. Ha sido la imagen de XOXO, empresa de ropa de ProActiv, la compañía de cuidado de la piel y, junto con Chanel Iman, de la campaña Born Free Africa para la tienda en línea Shopbop.
En enero de 2011, Aldridge apareció en la portada de la edición de febrero de British GQ con las supermodelos Lindsay Ellingson, Erin Heatherton y Candice Swanepoel. En el mismo mes apareció en un editorial para la revista V Magazine. 
En 2014 obtuvo su primera portada en Sports Illustrated Swimsuit, junto con Chrissy Teigen y Nina Agdal para el 50 aniversario de la revista. Ese mismo año Aldridge apareció en la revista Vogue británica junto con Adriana Lima, Candice Swanepoel, Lais Ribeiro y Elsa Hosk. También ocupó el puesto 12 en la lista de «Las Top Models Más Sexys» de la plataforma Models.com.
En 2016 entró a formar parte de las modelos mejor pagadas del mundo según Forbes, ocupando el puesto #17 con unas ganancias superiores a 4 millones de euros. Ese mismo año apareció en la portada de la revista Harper's Bazaar Singapur celebrando los 15 años de su creación. Meses después fue nombrada como la nueva embajadora de la marca de joyería italiana BVLGARI. En 2017 nuevamente fue portada de la revista Harper's Bazaar Arabia en colaboración con BVLGARI y fotografiada por Marc Jacobs.
En 2018 entró a formar parte del grupo de modelos como Natasha Poly, Jourdan Dunn, Isabeli Fontana, Toni Garrn, Elsa Hosk, Barbara Palvin y Josephine Skriver que representarían la nueva colección de trajes de baño de Solid and Striped. También hizo un cameo en la película Ocean's 8. Para 2019 sirvió como jueza invitada en un episodio de Project Runway y estrenó su línea de pantalones de la mano de la marca Levis.

### Victoria's Secret
En 2009 participó por primera vez en el desfile de Victoria's Secret. En 2010 se convirtió oficialmente en un ángel. Después del show de 2011 se dio a conocer que había desfilado estando embarazada. En 2015 fue elegida por la compañía para lucir el Fireworks Fantasy Bra, valorado en 2 millones de dólares. En 2016 fue elegida para dar cierre al desfile. No pudo participar en el desfile de 2018 debido a su embarazo. 
Lily Aldridge es, junto a Behati Prinsloo y Candice Swanepoel una de las modelos más importantes de la marca. 
En su paso por Victoria's Secret, Lily participó en nueve desfiles, de los cuales cerró uno, abrió 2 segmentos y cerró 3. Asimismo, ha lucido el Fantasy Bra en una ocasión. En una entrevista concedida a la revista People a finales de 2019, reveló que ya no volvería a desfilar para la marca, dando a conocer la finalización de su contrato ese mismo año.

## Filmografía

### Televisión
| Año  | Título         | Rol        | Notas                               |
| ---- | -------------- | ---------- | ----------------------------------- |
| 2014 | 2 Broke Girls  | Ella misma | Episodio: "And the Model Apartment" |
| 2019 | Project Runway | Ella misma | Jueza invitada                      |

### Videos musicales
| Año  | Canción        | Artista       |
| ---- | -------------- | ------------- |
| 2000 | "Break Stuff"  | Limp Bizkit   |
| 2008 | "Use Somebody" | Kings of Leon |
| 2013 | "Temple"       | Kings of Leon |
| 2015 | "Bad Blood"    | Taylor Swift  |